# 바톨로 콜론

바톨로 콜론(Bartolo Colon, 1973년 5월 24일 ~ ) 은 전직 메이저 리그의 선수이다.

## 선수 시절
도미니카 공화국 알타미라에서 태어나 1992년 클리블랜드 인디언스와 계약했다.

### 클리블랜드 인디언스 시절
1997년 첫 메이저 리그에 등판해 19경기 4승 7패를 기록하였다. 그러나 이적한 2002년까지 1997년을 제외하면 10승 이상을 달성하였다.
결국 2002년 시즌 도중 몬트리올 엑스포스로 이적하였다.

### 몬트리올 엑스포스 시절
2002년 몬트리올 엑스포스(클리블랜드 시절 포함)에서 33경기 등판, 20승 8패 2.93의 성적을 기록하였다.

### 뉴욕 양키스 시절
2009년 시카고 화이트삭스 이후 오른쪽 어깨 부상으로 1년을 쉰 콜론은 다음 해 뉴욕 양키스와 마이너 계약을 체결하였다.
콜론은 불펜에서 양키스의 첫날 명단에 포함되었다. 콜론이 부상당한 필 휴즈의 자리를 대신했고, 4월 20일 양키스를 위한 첫 스타트를 끊었다. 그는 클리블랜드 인디언스 전인 2011년 6월 11일 햄스트링 부상을 당했다. 그는 양키스 1루수 마크 테세이라의 땅볼을 받아 1루를 커버한 후 다리를 다쳐. 콜론은 15일 부상자 명단에 들었다. 7월 2일에 콜론이 양키스에 복귀한 뉴욕 메츠에 6이닝을 던졌다. 토론토 블루제이스에 대해 7월 14일에 콜론은 8실점했는데 그의 경력의 가장 짧은 이닝을 던져 1회 2아웃의 뒤를 이었다. 콜론의 2011 시즌은 훌륭했는데 4.00 ERA와 1.29의 성적으로 부활했다. 양키스는 포스트 시즌에 진출했지만 팀은 2011년 ALDS에서 디트로이트 타이거스에 패한 데에 책임을 물어 콜론을 불펜으로 강등했다.

### 오클랜드 애슬레틱스 시절
2012년 1월 14일, 콜론은 연봉 2만 달러에 계약하였다. 첫해엔 10승 9패로 준수한 활약을 보여줬고 이듬해엔 18승 6패로 전성기 시절의 모습을 보여줬다. 금지약물인 테스토스테론을 복용, 50경기 출전정지 처분을 받아 명성에 흠집을 남겼다.

### 뉴욕 메츠 시절
2014년 메츠와 2년간 2000만 달러라는 초대형 계약을 하였다.

### 텍사스 레인저스 시절
2018년 텍사스 레인저스와 마이너 계약을 하였다.

#### 약물 복용
콜론은 금지 약물인 테스토스테론을 복용했던 것이 들통 나며 23일 급여 없이 50경기 출장 정지 처분을 받았다.
콜론은 사과문을 통하여 "팬들과 동료들 그리고 오클랜드 구단에게 사과한다"며 이번 출장 정지를 받아들였다. 그는 또 이어 "이번 결정은 나의 행동에 의하여 비롯된 것이며 징계를 받아들인다"고 밝혔다.